# Gymnothorax isingteena
Gymnothorax isingteena is een straalvinnige vissensoort uit de familie van murenen (Muraenidae). De wetenschappelijke naam van de soort is voor het eerst geldig gepubliceerd in 1845 door Richardson.